# Scotopteryx nigrifasciaria
Scotopteryx nigrifasciaria är en fjärilsart som beskrevs av Turati 1923. Scotopteryx nigrifasciaria ingår i släktet backmätare, och familjen mätare. Inga underarter finns listade.